# Scott Hamilton (musicista)
Scott Hamilton (Providence, 12 settembre 1954) è un sassofonista statunitense di musica jazz.

## Biografia
Hamilton ha lavorato inizialmente nel New England prima di trasferirsi a New York nel 1976. Lì ha suonato con Roy Eldridge, Tiny Grimes, Carol Sloane, John Bunch e nell'orchestra di Benny Goodman. Alla fine degli anni '70 ha collaborato assiduamente con Warren Vaché e Ruby Braff e Rosemary Clooney. Negli anni '80 è stato solista al Concord Jazz All-Stars e al 
Newport Jazz Festival All-Stars di George Wein. Ha pubblicato più di 35 album come leader e ha anche registrato con musicisti come Gerry Mulligan, Woody Herman, Flip Phillips, Al Cohn, Cal Tjader, Charlie Byrd o Red Norvo.
Il suo stile è influenzato da Ben Webster e Don Byas e si basa sullo swing classico e sui sassofonisti mainstream come Coleman Hawkins, Chu Berry, Lester Young e Zoot Sims.
Partecipa alla quinta edizione del Treviso Suona Jazz Festival suonando ad un concerto serale a Palazzo Giacomelli il 22.5.2019, insieme a Paolo Birro. Il concerto registra il tutto esaurito.

## Discografia (parziale)
- 1977: A Tribute To Duke con Bing Crosby, Tony Bennett, Rosemary Clooney, Woody Herman, Bill Berry Bill Berry, Nat Pierce, Monty Budwig, Jake Hanna
- 1977: Scott Hamilton is a Good Wind Who Is Blowing Us No III con Nat Pierce, Monty Budwig
- 1978: The Grand Appearance (Progressive) con Hank Jones, Tommy Flanagan, George Mraz, Connie Kay
- 1982: Close Upcon John Bunch
- 1984: The Second Set con John Bunch, Chris Flory, Phil Flanigan, Chuck Riggs
- 1986: Major League con Dave McKenna
- 1987: A Sound Investment con Flip Phillips, John Bunch, Chris Flory, Phil Flanigan, Chuck Riggs
- 1989: Plays Ballads con John Bunch, Chris Flory
- 1990: Radio City con Gerry Wiggins, Dennis Irwin, Connie Kay
- 1991: Race Point
- 1992: Groovin' High con Ken Peplowski, Spike Robinson, Gerry Wiggins, Howard Alden, Jake Hanna
- 1993: East of the Sun
- 1994: Organic Duke
- 1995: My Romance con Joel Helleny, Norman Simmons, Dennis Irwin
- 1996: After Hours con Tommy Flanagan, Bob Cranshaw, Lewis Nash
- 1999: Blues, Bop and Ballads
- 2005: Back in New York con Bill Charlap, Peter Washington, Kenny Washington
- 2005 My Foolish Heart con Eddie Hiddings
- 2006 Nocturnes & Serenades
- 2008: Across the Tracks con Gene Ludwig, Duke Robillard
- 2009: Dedicated To, con Patti Wicks, Giovanni Sanguineti, Giovanni Gullino
- 2009: Scott Hamilton with Sandro Gibellini, Aldo Zunino, Alfred Kramer (Spazi Sonori, Livorno 2009)
- 2011: Tight But Loose Scott Hamilton & Duško Gojković
- 2013: Scott Hamilton and Friends con Paolo Birro, Andrea Pozza, Alfred Kramer
- 2014: Scott Hamilton & Harry Allen live! con Rossano Sportiello, Paul Keller
- 2014: Live at Smalls
- 2014: Scott Hamilton Plays with the Dany Doriz Caveau de la Huchette Orchestra
- 2015: Bean and the Boys con Paolo Birro e Alfred Kramer
- 2015: Who Cares? con Andrea Pozza
- 2015: Live in Bern con Jeff Hamilton
- 2015: Second Time Around con Duško Gojković
- 2015: Scott Hamilton Plays Jule Styne
- 2015: Live in Barcelona
- 2016: La Rosita
- 2016: The Best Things in Life con Karin Krog
- 2017: Ballads for Audiophiles
- 2017: The Shadow of Your Smile
- 2017: Live at Pyatt Hall
- 2018: Moon Mist